# Amblymora gebeensis
Amblymora gebeensis là một loài bọ cánh cứng trong họ Cerambycidae.